# ری‌لود
ری‌لود (انگلیسی: Reload) هفتمین آلبوم استودیویی گروه هوی متال آمریکایی متالیکا است که در ۱۸ نوامبر ۱۹۹۷ توسط الکترا رکوردز در ایالات متحده و ورتیگو رکوردز در سطح بین‌المللی منتشر شد. این آلبوم که دنباله‌ای بر آلبوم لود (۱۹۹۶) محسوب می‌شود، در جلسات ضبط همان آلبوم به تهیه‌کنندگی باب راک تولید شد. اگرچه در ابتدا ایدهٔ انتشار آلبوم دوگانه مطرح بود، گروه تصمیم گرفت محتوای موسیقایی این جلسات را به دو آلبوم جداگانه تقسیم کند. جلسات ضبط اضافی ری‌لود در سال ۱۹۹۷ پس از تور کنسرت پشتیبانی از لود انجام شد. ری‌لود نخستین آلبوم استودیویی متالیکا بود که یک خواننده مهمان (مرین فیث‌فول در قطعهٔ «خاطره باقی می‌ماند») در آن حضور داشت و همچنین آخرین آلبوم استودیویی با حضور جیسون نیوستد، نوازندهٔ بیس گروه است.
مانند آلبوم قبلی، ری‌لود صدایی هارد راک دارد که از ریشه‌های ترش متال متالیکا فاصله گرفته است. تأثیرات موسیقایی بر اعضای گروه در آن زمان به تجربیایی در سبک‌هایی مانند بلوز، کانتری، آلترناتیو راک و گرانج منجر شد و از سازهایی مانند هاردی-گاردی و ویولن در قطعهٔ «شعر مرد فرو دست» (Low Man's Lyric) استفاده شد. این آلبوم همچنین شامل «نابخشوده‌ی دوم»، دنباله‌ای بر قطعهٔ «نابخشوده» سال ۱۹۹۱ است. اشعار جیمز هتفیلد، خوانندهٔ اصلی، از کودکی پرآشوب او الهام گرفته‌اند و مضامین خشم و پرخاشگری در چندین قطعه مشهود است. طرح روی جلد آلبوم، مانند لود، نقاشی‌ای از آندرس سرانو است که با ترکیب خون و ادرار خود او خلق شده است.
ری‌لود که ۱۷ ماه پس از لود منتشر شد، موفقیتی تجاری به دست آورد و در هفت کشور در صدر جدول‌های فروش قرار گرفت و در بیلبورد ۲۰۰ آمریکا در رتبهٔ اول ظاهر شد. این آلبوم با سه تک‌آهنگ همراه بود: «خاطره باقی می‌ماند»، «نابخشودهٔ دوم» و «سوخت». گروه برای پشتیبانی از این آلبوم تور کنسرتی برگزار کرد. ری‌لود نقدهای متفاوتی از منتقدان موسیقی دریافت کرد؛ برخی اجراهای گروه را ستودند، در حالی که دیگران به دلیل کمبود نوآوری، آن را مورد انتقاد قرار دادند. منتقدان بعدی معمولاً ری‌لود را بیش از حد طولانی توصیف کرده و معتقدند که این آلبوم و لود می‌توانستند در یک آلبوم واحد فشرده شوند.

## بازخورد
| بررسی انتقادی                    | بررسی انتقادی |
| منبع                             | رتبه‌بندی      |
| -------------------------------- | ------------- |
| آل‌میوزیک                         | [ ۹ ]         |
| Collector's Guide to Heavy Metal | ۷/۱۰          |
| دانشنامه موسیقی عامه‌پسند         | [ ۱۱ ]        |
| انترتینمنت ویکلی                 | B             |
| رولینگ استون                     | [ ۴ ]         |
| راهنمای آلبوم رولینگ استون       | [ ۱۲ ]        |

این آلبوم نظرات ضد و نقیض تا مثبتی از سوی منتقدان داشت.